# Harold Bolitho
Harold Bolitho (3 de enero de 1939-23 de octubre de 2010) fue un académico, historiador, autor y educador emérito australiano que se desempeñaba como profesor en el Departamento de Lenguas y Civilizaciones de Asia Oriental de la Universidad de Harvard. El apellido Bolitho es de origen córnico.

## Biografía

### Primeros años
Recibió su licenciatura en la Universidad de Melbourne en 1961 y su maestría en filosofía y doctorado por la Universidad Yale. En 1985, se le concedió la titularidad como profesor de Historia Japonesa en la Universidad de Harvard. Fue Director del Instituto de Estudios Japoneses Edwin O. Reischauer desde 1988 hasta 1991.
Anteriormente, fue miembro del cuerpo docente de la Universidad de Monash y enseñó en la Universidad de Melbourne. Fue profesor invitado en el Instituto de Investigación de Humanidades de la Universidad de Kioto en 1989; y ha sido profesor invitado en la Universidad de Pensilvania y la Universidad de Columbia.

### Carrera

#### Estudios japoneses
Según Bolitho, el desarrollo de los estudios japoneses en los países de habla inglesa durante la posguerra se caracterizó por un crecimiento inesperado.
Sus intereses de investigación incluyeron las instituciones Tokugawa, el Bakumatsu y la Restauración Meiji, con énfasis en el regionalismo. En su tesis doctoral de 1969, "El Fudai Daimyo y el asentamiento Tokogawa", refinó un punto de vista distintivo sobre el fudai daimyo y el bakufu. Sostuvo que era el poder colectivo de los fudai y sus intereses en competencia lo que impedía la acumulación de poder ilimitado por parte del gobierno central. Sostuvo que "los historiadores, creyendo demasiado fácilmente que los fudai eran más burócratas que barones, han... asumido que eran los servidores modelo del feudalismo centralizado" y que "un examen de sus roles no respalda tal creencia".
Además de su propio trabajo, trabajó para Brill Publishers como editor de su Biblioteca de Estudios Japoneses. La serie incluye monografías sobre temas importantes, colecciones temáticas de artículos, manuales, ediciones de texto y traducciones.

#### Estudios australianos
En conmemoración del bicentenario de los Estados Unidos en 1976, el gobierno australiano proporcionó fondos para una cátedra de estudios australianos en la Universidad de Harvard. Esta inversión fomentó un mayor interés en los estudios australianos. Como era australiano, era natural que Bolitho ocupara el cargo de presidente del Comité de Estudios Australianos de la Facultad de Artes y Ciencias.

## Trabajos seleccionados
En una descripción estadística derivada de escritos de Harold Bolitho y sobre él, OCLC/WorldCat abarca aproximadamente más de 10 trabajos en más de 30 publicaciones en 3 idiomas y más de 1000 fondos bibliotecarios
- Tesoros entre hombres: El Fudai Daimyo en el Japón Tokugawa (1974)
- Realeza japonesa (1976)
- Meiji Japón (1977)
- Una perspectiva del norte: artículos australianos sobre Japón: artículos de la primera conferencia de la Asociación de Estudios Japoneses de Australia (1981) con Alan Rix
- Dos conferencias sobre historia japonesa. (1983)
- Acercándose a Australia: artículos del Simposio de estudios australianos de Harvard. (1999)
- Duelo y consuelo: testimonios de Tokugawa Japón (2003)

## Otras fuentes
- Hardacre, Helen, ed. (1998). El desarrollo de posguerra de los estudios japoneses en los Estados Unidos, Leiden: Brill Publishers.ISBN 978-90-04-10981-0
- Schulman, Frank José. (1970). Japón y Corea: una bibliografía comentada de tesis doctorales en lenguas occidentales, 1877-1969. Londres: Routledge.ISBN 0-7146-2691-0